# Yocsina
Yocsina es una comuna ubicada en el Departamento Santa María de la Provincia de Córdoba. Se halla sobre la Ruta Nacional 20, depende administrativamente del municipio de Malagueño, de cuyo centro urbano dista unos 1 500 metros al norte.
La localidad se desarrolló a partir de una urbanización creada por la empresa Corporación Cementera Argentina para sus empleados. Cuenta con una escuela secundaria.

## Población
Cuenta con 1,242 habitantes (Indec, 2010), lo que representa un descenso del 7% frente a los 1,336 habitantes (Indec, 2001) del censo anterior.
| Gráfica de evolución demográfica de Yocsina entre 1991 y 2010 |
|                                                               |
| Fuente: Censos nacionales del INDEC                           |